# 英格爾賽德 (內布拉斯加州)
英格爾賽德（英語：Ingleside）是位於美國內布拉斯加州亞當斯縣的非建制地區。

## 歷史
英格爾賽德的郵局於1905年設立，其後於1972年停運。

## 地理
英格爾賽德所處的海拔為高於海平面590米（即1936英呎），而該地所採用的時區為UTC-6，即北美中部时区（CST）。同時該地設有夏令時間，為UTC-6調快一小時，即UTC-5（CDT）。